# هفته‌نامه کلید
هفته نامه کلید یکی از نشریه‌های سرشناس در افغانستان و متعلق به کلید گروپ است.
این نشریهٔ اطلاعاتی هر هفته در ۲۵۰۰۰ نسخه در این کشور چاپ و توزیع می‌شود.